# Riserva naturale orientata Isole dello Stagnone di Marsala
La riserva naturale orientata Isole dello Stagnone di Marsala è un'area naturale protetta situata nel comune di Marsala, nel Libero consorzio comunale di Trapani. La riserva è stata istituita nel 1984 dalla Regione Sicilia.

## Territorio
La riserva si estende sulla costa occidentale della Sicilia, nel tratto di mare compreso tra capo San Teodoro e capo Boeo o Lilibeo, comprendendo le quattro isole di San Pantaleo (Mozia), Isola Grande, Schola e Santa Maria e le saline costiere San Teodoro, Genna e Ettore Infersa.
La riserva comprende lo "Stagnone" (da cui prende il nome) una laguna, la più vasta della Sicilia, caratterizzata da acque basse (1–2 m e spesso non più di 50 cm). In seguito ai movimenti della sabbia della laguna dovuti alle correnti sottomarine si è formata l'Isola Grande, intorno a due originari isolotti. La nascita dell'isola ha chiuso una parte di mare in origine aperta e qui, non essendoci correnti necessarie al ricambio, l'acqua è divenuta stagnante, con una temperatura al di sopra del normale.

## Le saline

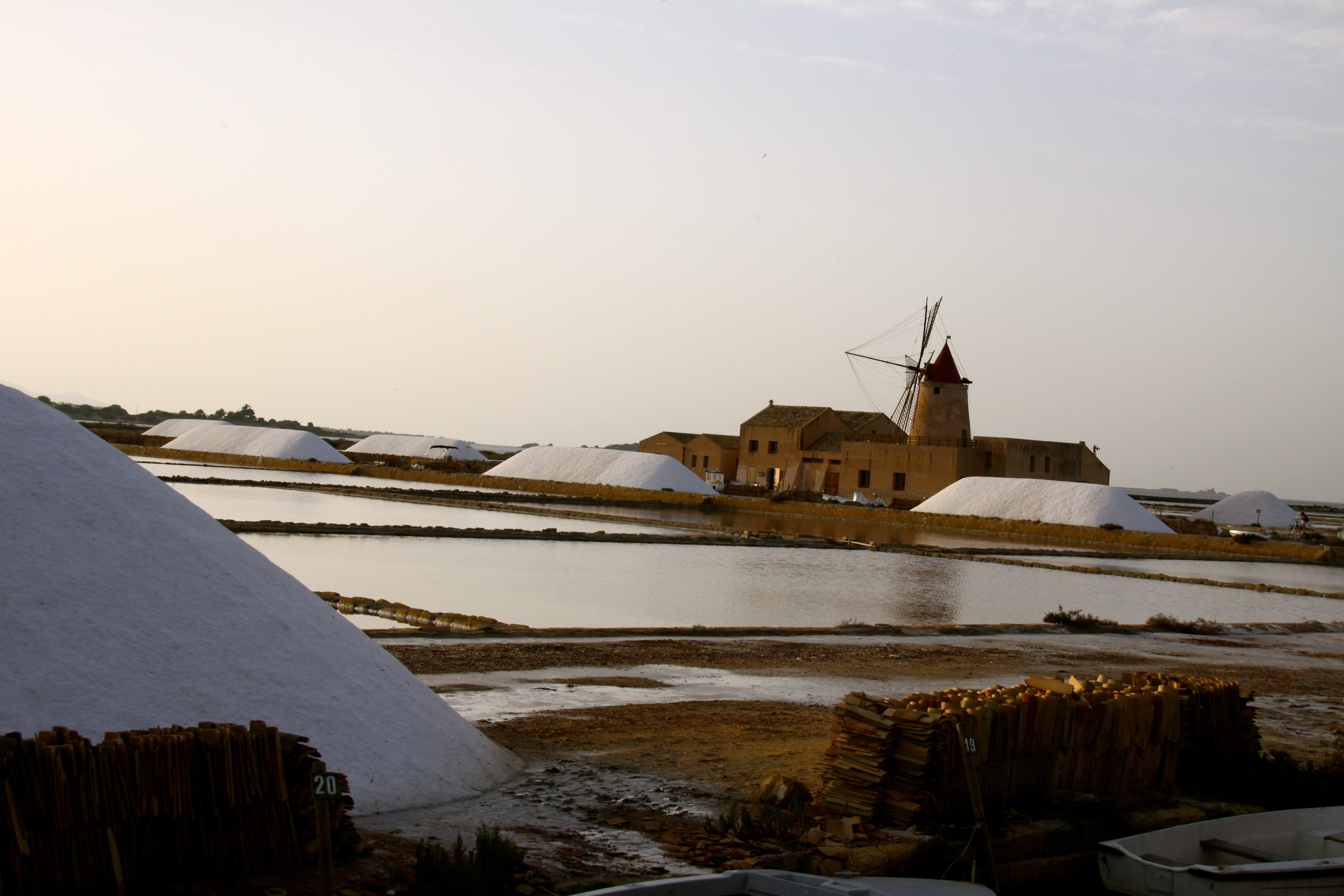
Raccolta del sale nella salina Ettore e Infersa, nello Stagnone

All'interno della riserva sono incluse le saline Ettore e Infersa della Sosalt, con un mulino a vento restaurato, la salina Genna e la salina di S. Teodoro tutte ricadenti nella zona B.

## Flora
La vegetazione della riserva è caratterizzata dalla presenza di specie xerofile adattate all'alto grado di salinità tra cui vanno ricordate la suaeda (Suaeda maritima), l'atriplice (Atriplex halimus), la salicornia glauca (Arthrocnemum glaucum) e la salicornia strobilacea (Halocnemum strobilaceum), la logliarella ricurva (Parapholis incurva), il limonio delle saline (Myriolimon ferulaceum), il limonio comune (Limonium serotinum), l'erba cristallina (Mesembryanthemum nodiflorum), il giglio di mare (Pancratium maritimum) e l'eringio marino (Eryngium maritimum).

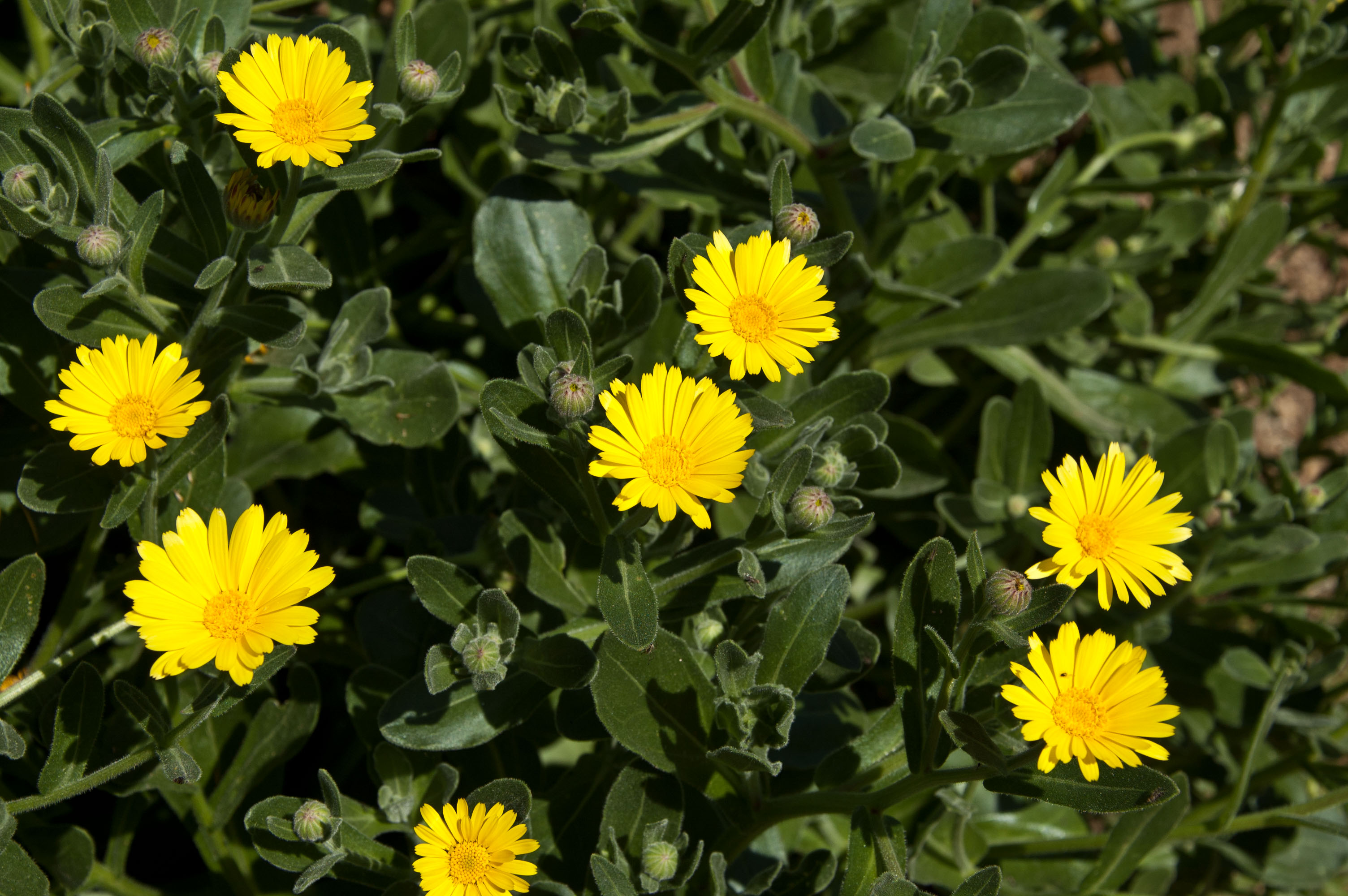
Calendula maritima

Meritano inoltre un cenno la Calendula maritima, un raro endemismo di questo tratto della costa della Sicilia occidentale, e l'Anemone palmata, una ranunculacea che cresce su substrato sabbioso, presente in Italia esclusivamente in Sicilia occidentale e Sardegna.

## Tra storia, costume, curiosità

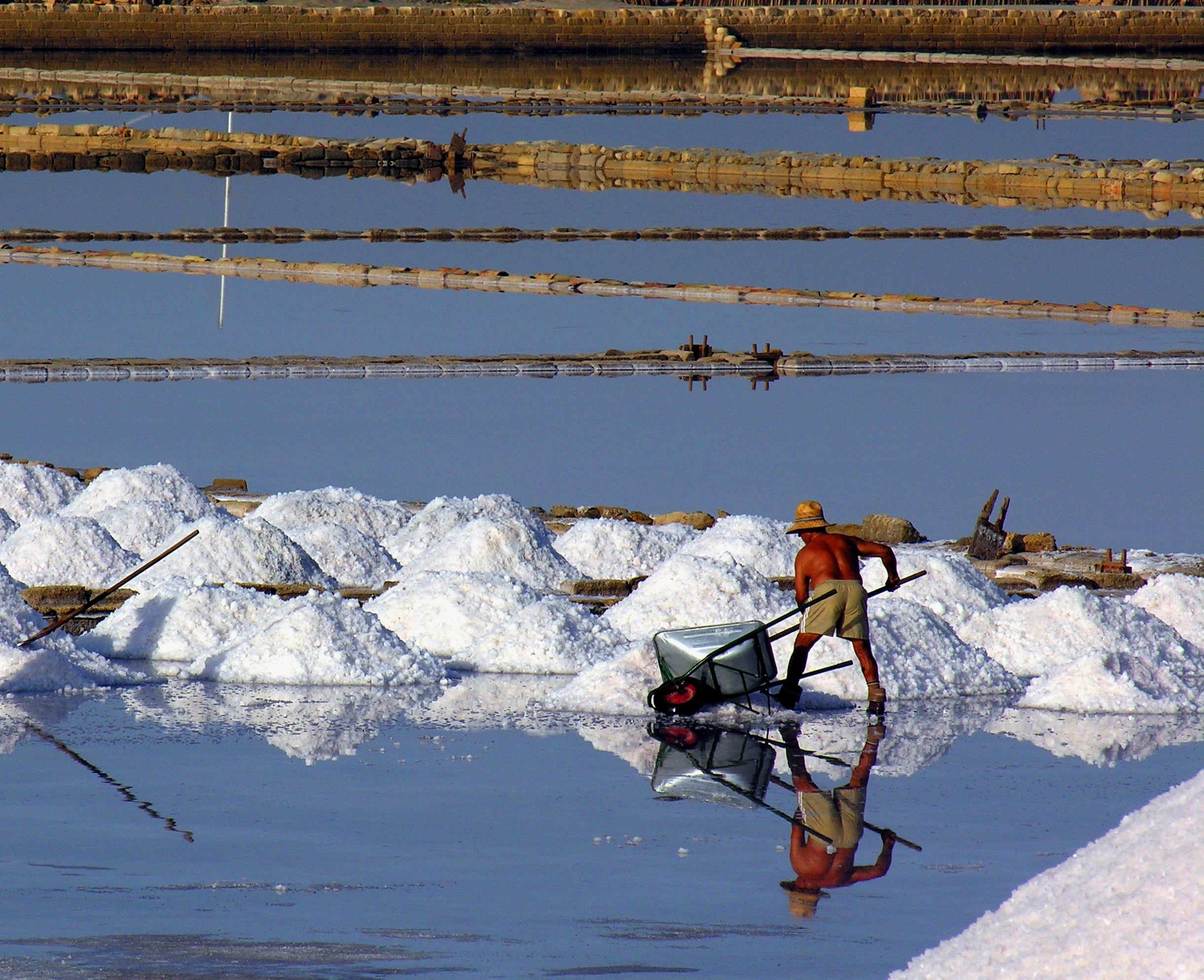
Raccolta del sale nello Stagnone

L'Isola Grande costituiva anticamente un feudo di Paola Sabia Ventimiglia Baronessa d'Altavilla, da cui traeva il secondo nome di Isola di Altavilla. Oggi grazie al sale è uno dei più ricchi poli agroalimentari del Mediterraneo.

Le saline dell'isola furono teatro di una pellicola sulla vita in salina cui partecipò Claudia Cardinale.. Nel 2016 esce il film Briciole sul mare, del regista e attore Walter Nestola con la partecipazione di Sergio Friscia e Guido Cerniglia, girato nella riserva. In occasione dell'Expo di Milano 2015, vengono scelte dal Fai come luogo del Cuore degli Italiani, ricevendo più di 15.000 preferenze nel solo sito dell'organizzazione. La laguna è stata location, nel corso del 2017, della celebre fiction "Il Commissario Maltese" in onda su rai 1, con riprese svoltesi presso l'isola Lunga e il castello di San Teodoro.